# Dieffenbachia elegans
Dieffenbachia elegans là một loài thực vật có hoa trong họ Ráy (Araceae). Loài này được A.M.E.Jonker & Jonker mô tả khoa học đầu tiên năm 1966.